# Louis Juchault de Lamoricière
 (avril 2016).
Pour l’article homonyme, voir Lamoricière.
Louis Juchault de Lamoricière,, né le 5 février 1806 à Nantes et mort le 11 septembre 1865 à Prouzel (Somme),, est un général de division et homme politique français.
Ses actions décisives sur le plan militaire ont contribué à la colonisation de l'Algérie. Promu général de division en 1843, au cours de la campagne dirigée par le général Bugeaud contre l'émir Abd el-Kader en Algérie, Lamoricière s'investit également dans le domaine politique et se fait élire à l'Assemblée législative. 
Il est nommé ministre de la Guerre en 1848, et participe activement à la répression des journées de Juin. Exilé après le coup d'État du 2 décembre 1851 à cause de son opposition à Louis-Napoléon Bonaparte, il revient en France puis se met en 1860 au service de la cause pontificale dans la lutte contre Garibaldi, jusqu'à la défaite de Castelfidardo.
Lamoricière est considéré comme le « père des zouaves », unités qu'il a organisées en Algérie dans les années 1830.

## Biographie

### Famille et formation
La famille Juchault de Lamoricière est issue de la branche cadette de la famille Juchault des Jamonières, originaire de Saint-Philbert-de-Grand-Lieu au sud de Nantes.
Christophe Louis Léon Juchault de Lamoricière est le fils de Christophe Sylvestre Joachim Juchault de Lamoricière (ou la Moricière), propriétaire de 32 ans, et de son épouse Louise Sophie Désirée, née Robineau de Bougon, 22 ans.
Il fait ses études secondaires à Nantes et intègre l'École polytechnique dans la promotion 1824, passe par l'École d'application de Metz, et est nommé lieutenant en second au 3e régiment du génie le 31 janvier 1829.

### La période algérienne (1830-1848)

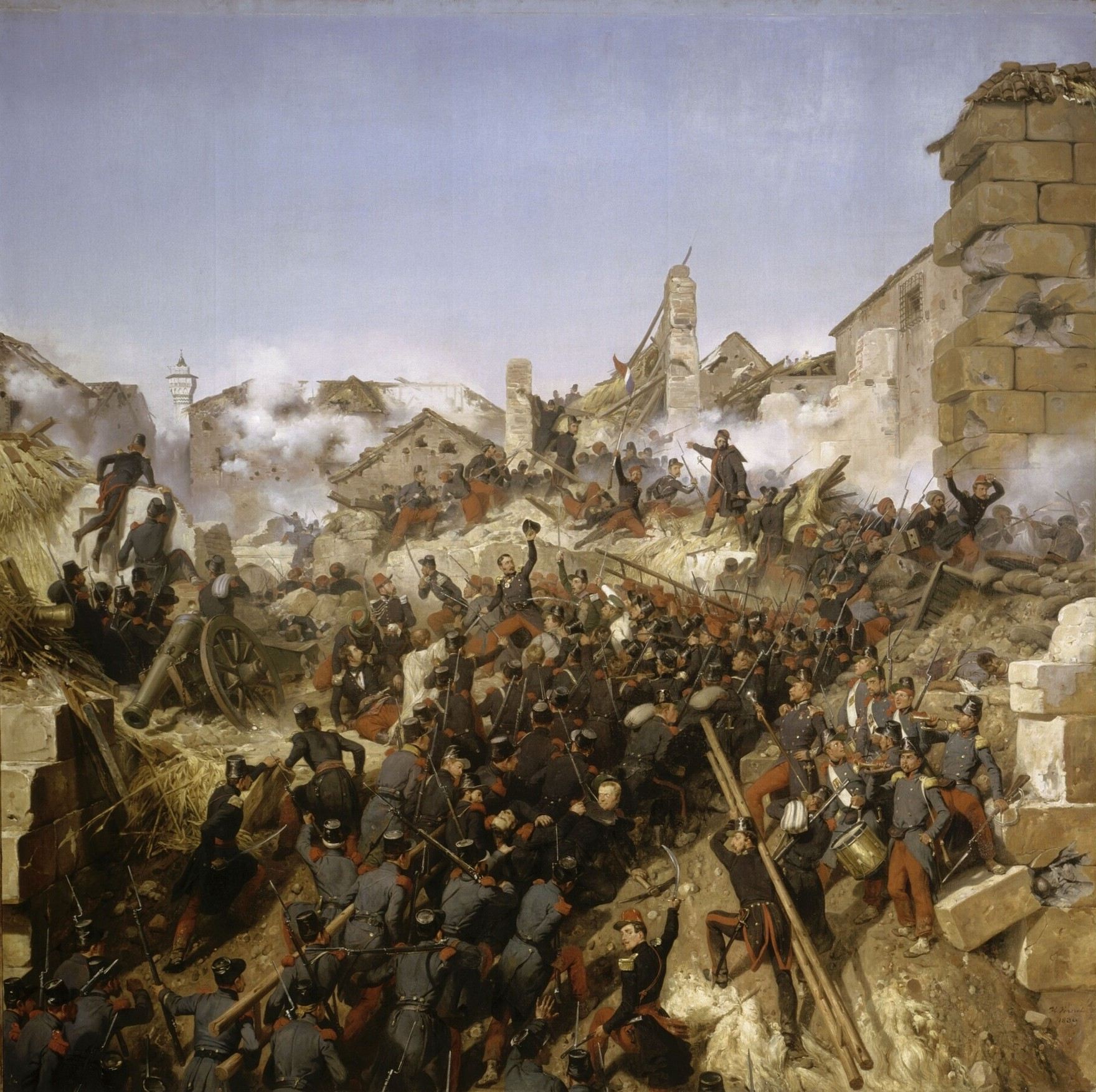
La prise de Constantine en 1837 par les zouaves de Lamoricière et les chasseurs d'Afrique.

#### Les débuts (1830-1833): les zouaves
En 1830, il participe à l'expédition d'Alger, notamment à l'attaque du fort l'Empereur le 4 juillet qui aboutit à la prise de la ville, le 5 juillet. Il est affecté au corps des zouaves, créé par le commandant en chef Clauzel en octobre 1830 et promu capitaine le 1er novembre. Il commande le 2e bataillon . Lamoricière commence alors à apprendre l'arabe dialectal.

#### Le bureau des affaires arabes (1833)
Après le départ du commandant en chef Savary en mars 1833, son successeur par intérim, le général Avizard décide d'établir un « bureau des affaires arabes », service de renseignement et de contrôle des populations autochtones. En raison de sa connaissance de l'arabe, Lamoricière est appelé à diriger ce service, dont un autre membre éminent est Edmond Pellissier de Reynaud.

#### Les années 1833-1840
Lamoricière reprend un service combattant au commandement du corps des zouaves dès septembre 1833, au cours de l'expédition de Bougie dirigée par le général Trézel. Le bureau des affaires arabes est d'ailleurs supprimé par le gouverneur général Drouet d'Erlon en novembre 1834,.
Lamoricière combat en octobre 1835 le lieutenant d'Abd el-Kader, Hadj-el-Sghir, bey de Miliana.
En 1837, il prend part à l'expédition de Constantine sous les ordres du gouverneur général Damrémont. Il est promu colonel cette même année.
Il passe ensuite deux années à Koléa, durant la période où, à la suite du traité de la Tafna, le 30 mai 1837, conclu par Bugeaud, existe une paix entre la France et l'émir Abd el-Kader, qui contrôle les provinces d'Oran et du Titteri (sauf les zones occupées par les Français). Puis, après l'expédition des Portes de Fer en octobre 1839, la guerre reprend.

#### La guerre contre Abd el-Kader (novembre 1839-décembre 1847)

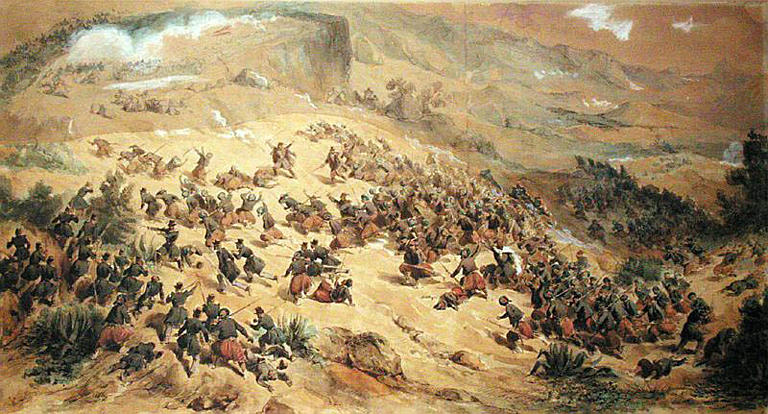
Les zouaves de Lamoricière et les chasseurs d'Afrique à la bataille de Mouzaïa de 1840.

Lamoricière participe à la bataille du col de Mouzaïa, le 12 mai 1840 puis au combat du bois des Oliviers le 20 mai suivant.
Le 21 juin 1840, il devient maréchal de camp (général de brigade). Il laisse le commandement des zouaves au colonel Cavaignac et reçoit le commandement de la division militaire d'Oran en août. Il obtient ce poste après avoir exposé à Thiers un projet pour la province d'Oran, fondé sur la destruction des villes de l'émir (Mascara, Tagdemt...) ; une fois nommé, il entraîne ses troupes à la guerre de razzia et organise un service de renseignement, faisant notamment établir des cartes de la région.
À partir de février 1841, le gouverneur général est le général Bugeaud, que Lamoricière va seconder avec efficacité dans sa stratégie de dévastation du territoire de l'adversaire.
Dans sa correspondance, Lucien de Montagnac, officier français responsable de nombreux massacres à l'encontre des populations civiles, écrit enthousiaste le 1er février 1841 : « Vive Lamoricière ! Voilà ce qui s'appelle mener la chasse avec intelligence et bonheur ! [...] Ce jeune général qu'aucune difficulté n'arrête, qui franchit les espaces en un rien de temps, va dénicher les Arabes dans leurs repaires, à vingt-cinq lieues à la ronde, leur prend tout ce qu'ils possèdent : femmes, enfants, troupeaux, bestiaux, etc.»
Il est l'un des acteurs de l'affaire de Tagdempt, et, comprenant le premier[réf. nécessaire] la nécessité de porter le centre des opérations militaires au-delà de la première chaîne de l'Atlas, il marche contre la tribu des Hachem, qui est celle d'Abd el-Kader, présente dans la région de Mascara (la plaine d'Eghriss) et défait Abd el-Kader.
En 1843, après de nombreux raids chez les Flittas et dans tout le cercle de Mostaganem, il obtient la reddition de ces tribus ; le 9 avril, il est promu au grade de lieutenant général (général de division).
Il participe à la prise de la smala d'Abd el-Kader le 16 mai 1843.
Par la suite, l'émir, réfugié au Maroc, s'efforce d'impliquer le sultan  Abderrahmane, dont les troupes entrent sur le territoire algérien ; en 1844, Lamoricière défend à la frontière le camp de Lalla-Maghrnia contre les envahisseurs, et le 14 août contribue à la victoire de l'Isly. À la suite de cette victoire, un traité franco-marocain met, entre autres, Abd el-Kader hors-la-loi au Maroc comme en Algérie.
En 1845, Bugeaud confie à Lamoricière l'intérim du gouvernement général. Une reprise de l'insurrection, notamment dans les régions centrales avec Bou Maza dans l'Ouarsenis, montre que la situation n'est pas totalement sous contrôle.
En septembre 1847, Bugeaud renonce à son poste et est remplacé par le duc d'Aumale, qui maintient le général Lamoricière à Oran.

#### La reddition d'Abd el-Kader
Abd el-Kader, alors réfugié dans le Rif, est en butte à l'hostilité active du sultan, qui souhaite la fin de la guerre menée en Algérie. L'émir, ayant défait une colonne marocaine, tente de fuir vers le Sud, mais le sultan fait informer Lamoricière de ce mouvement ; les troupes françaises établissent un barrage au col de Guerbous. La situation d'Abd el-Kader est désormais sans issue et il décide de faire sa reddition plutôt que de fuir en abandonnant les siens.
Il négocie par messagers les conditions de sa reddition avec Lamoricière qui, le 23 décembre 1847, s'engage  à ce qu'il soit emmené à Alexandrie ou à Saint-Jean-d'Acre et non pas fait prisonnier ; le lendemain, à Nemours, près de la frontière avec le Maroc, la reddition a lieu devant le duc d'Aumale, qui confirme l'engagement pris par Lamoricière. Cette promesse ne sera pas honorée : Abd el-Kader, emmené en France, est victime de la chute de Louis-Philippe en février 1848 et reste prisonnier presque cinq ans.
Lamoricière portait, entre autres, le surnom de Bou Chechia. Sa connaissance du terrain et sa détermination (souvent sanglante) en font un chef de guerre efficace et respecté.

### Carrière politique

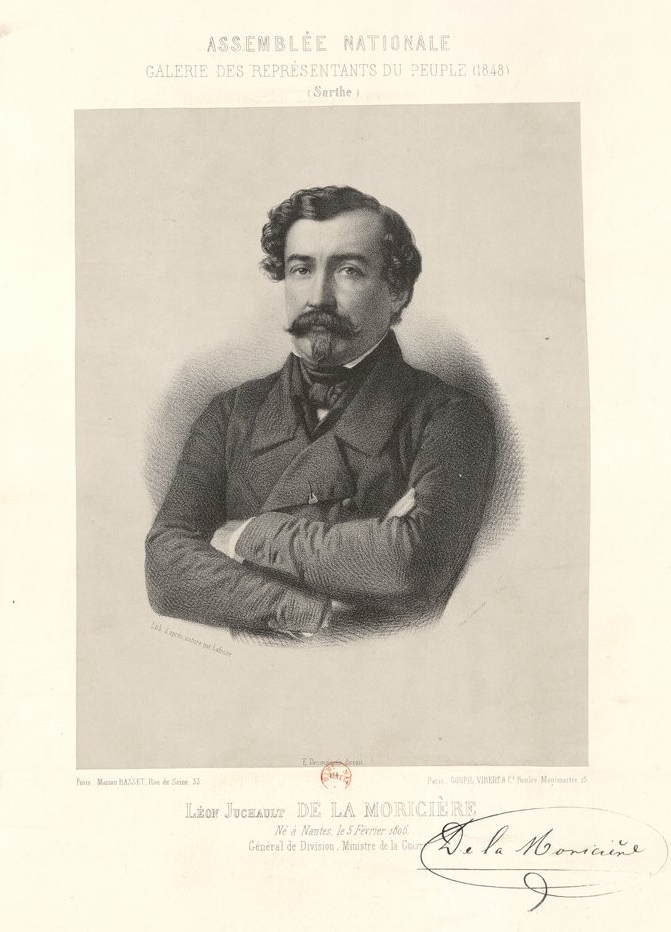
Léon Juchault de la Moricière, portrait gravé (1848) par Émile Desmaisons.

Député de la Sarthe (Mamers) dès 1846, ministre de la Guerre en 1848, vice-président de l'Assemblée législative, son ascension politique est rapide lorsque les évènements politiques se précipitent.
Le 24 février 1848, le gouvernement fait appel à tous les noms qu'il croyait pouvoir, dans la crise, exercer quelque influence sur le peuple et sur l'armée. Le général Lamoricière paraît sur les boulevards, en uniforme de colonel de la garde nationale, proclamant la régence de la duchesse d'Orléans et la fin des hostilités ; mais, dans la rue de Rohan, son cheval est tué d'un coup de feu et il reçoit lui-même, au bras, un coup de baïonnette. On parle de le mettre à mort ; des ouvriers le défendent, l'emportant dans une maison devant laquelle ils montent la garde ; et dans la soirée il regagne son domicile[réf. nécessaire].
En mars 1848, il est nommé membre de la commission de Défense nationale. Élu à l'Assemblée nationale dont il a été plusieurs fois vice-président, il refuse tous les commandements qui lui sont offerts par le gouvernement provisoire, déclarant qu'en cas de guerre seulement, il accepterait une division marchant à l'ennemi ; mais dans les sanglantes journées de Juin, son collègue d'Afrique, le général Cavaignac, ayant été mis à la tête du pouvoir exécutif, le général Lamoricière se positionne contre l'insurrection et accepte le portefeuille de Ministre de la Guerre, du 28 juin jusqu'au 22 décembre 1848. Il participe activement à l'écrasement des journées insurrectionnelles de juin 1848, en particulier pendant la journée du 25 juin 1848 lorsque ses troupes attaquent la barricade de la rue Saint-Maur.
Élu à l'Assemblée législative, il provoque le décret de cette Assemblée du 19 septembre 1848, qui ouvre un crédit de 50 millions pour l'établissement des colonies agricoles en Algérie. Des études préparatoires pour la colonisation de la province d'Oran avaient été antérieurement faites et publiées sous sa direction.
En juillet 1849, il remplit une mission en qualité d'ambassadeur extraordinaire auprès de l'empereur de Russie.

### Exilé politique

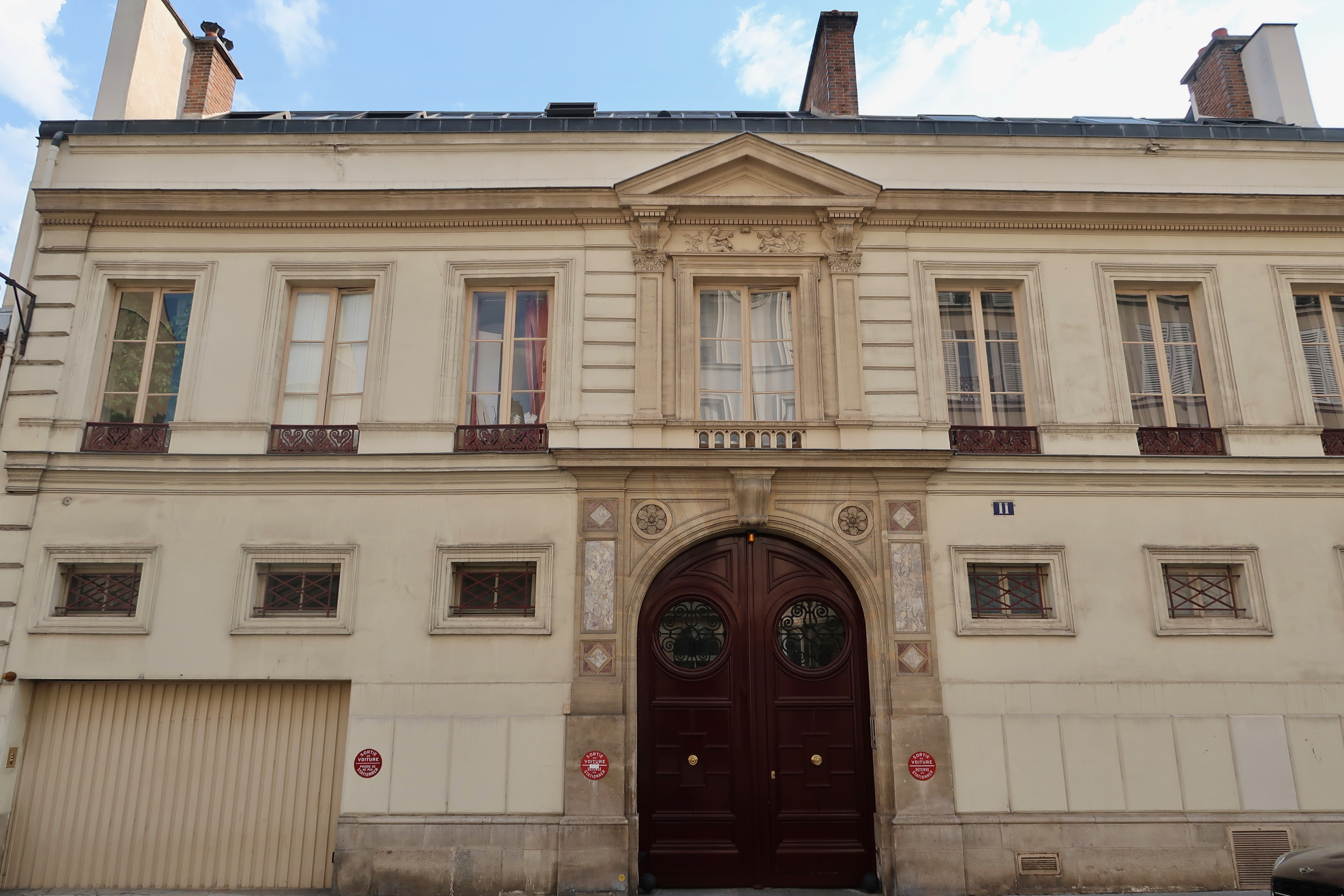
11, rue Las-Cases, à Paris.

Lamoricière est arrêté lors du coup d'État du 2 décembre 1851 dans son « modeste appartement » du 11, rue Las-Cases, dans le 7e arrondissement de Paris, car il est un fervent opposant de Louis-Napoléon Bonaparte. Il est emprisonné à la prison Mazas de Paris puis au fort de Ham. Il est exilé pendant cinq ans, exil qu'il passe essentiellement dans les villes allemandes du bord du Rhin et en Belgique.
Il se présente néanmoins aux élections législatives de février 1852 dans une circonscription du département de la Seine, mais est sévèrement battu.
L'empereur l'invite à revenir en France au chevet de son second fils malade en novembre 1859, mais celui-ci est déjà mort lorsque Lamoricière est de retour.

### Zouave pontifical

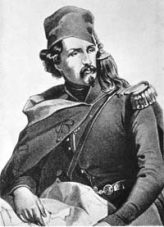
Portrait de Lamoricière en uniforme de zouave pontifical.

En 1860, après en avoir demandé l'autorisation à l'empereur, Lamoricière se dévoue à la cause pontificale, le Saint-Siège se trouvant menacé par les troupes de Giuseppe Garibaldi ainsi que par le Piémont-Sardaigne qui lutte pour unifier l'Italie sous la couronne de son roi Victor-Emmanuel. Le camérier secret du pape Pie IX, Xavier de Merode, ancien militaire devenu pro-ministre des armes, décide de faire appel au général de Lamoricière pour réorganiser et commander l'armée pontificale. Pour augmenter les effectifs, Lamoricière recourt à l'enrôlement volontaire et fait appel aux États catholiques.
Son enthousiasme et son expérience ne peuvent rien contre des puissances nettement supérieures : la défaite de Castelfidardo le 18 septembre 1860 marque la fin de l'aventure. Il poursuit néanmoins une mission de réformes militaires au Vatican et publie un rapport peu flatteur : il retourne rapidement ensuite en France.

### Mariage et descendance

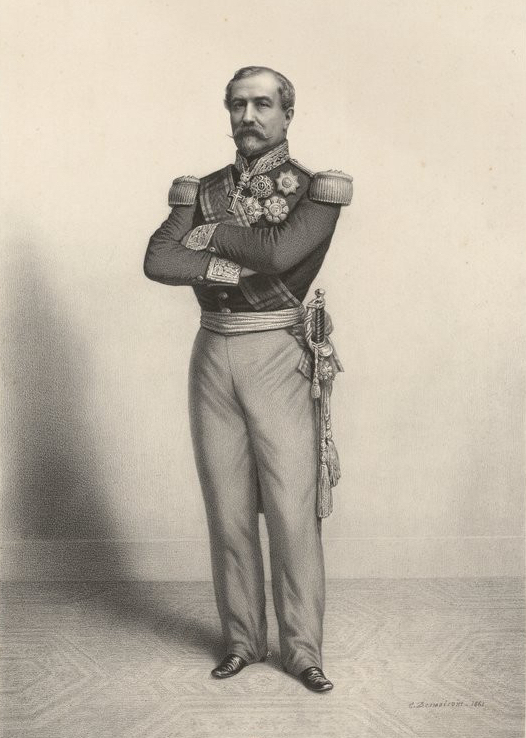
Louis Juchault de Lamoricière.

Lamoricière épouse, le 21 avril 1847, Marie-Amélie Gaillard de Ferré d'Auberville, (1827-1905), fille de Louis Adolphe Gaillard de Ferré d'Auberville, et de Marie Paule Sophie de Montagu Beaune. Elle était la sœur de Sabine Gaillard de Ferré d'Auberville, mariée avec Louis Raymond de Montaignac de Chauvance, contre-amiral, député, ministre de la Marine, puis sénateur. Elle était aussi l'arrière petite fille de Jean Louis Paul François de Noailles, 5e duc de Noailles. Le couple eut quatre enfants :
- Jeanne-Marie Juchault de La Moricière, décédée à 2 ans en 1850 ;
- Henri Juchault de La Moricière, décédé lui aussi à 2 ans en 1859[5] ;
- Henriette Juchault de La Moricière, née en 1850, morte à Rome en décembre 1869, six mois après son mariage avec le comte François de Maistre, capitaine d'état major de l'armée pontificale et chevalier de la Légion d'honneur ;
- Isabelle Juchault de La Moricière, épouse en premières noces en 1873 d'Aymar, comte de Dampierre dont elle eut un fils, Jacques de Dampierre. Veuve en 1876, elle se remarie avec le comte Henry-Marie de La Croix de Castries (1850-1927) officier d'infanterie, cartographe de l'Afrique du Nord, chevalier de la Légion d'honneur, conseiller général de Maine-et-Loire, dont elle n'eut pas d'enfant.

### Les dernières années
Il consacre les dernières années de sa vie à l'éducation de ses deux filles dans le château de Prouzel, propriété de son épouse en Picardie. Il possédait également le château du Chillon au Louroux-Béconnais.
Lamoricière mourut en 1865, âgé de 59 ans.
En remerciement de ses services, le pape Pie IX fait élever un cénotaphe dans la cathédrale de Nantes, inauguré en 1879, tandis que la ville de Constantine fait ériger un monument à sa mémoire inauguré en 1909, mais qui est rapatrié à l'issue de la guerre d'Algérie et finalement installé à Saint-Philbert-de-Grand-Lieu, la ville d'origine de sa famille. Un autre monument avec la statue de Lamoricière fut également inauguré le 21 juin 1914 à Koléa (dpt. d'Alger).

## Décorations
- Grand officier de la Légion d'honneur (14 janvier 1848)

## Hommages

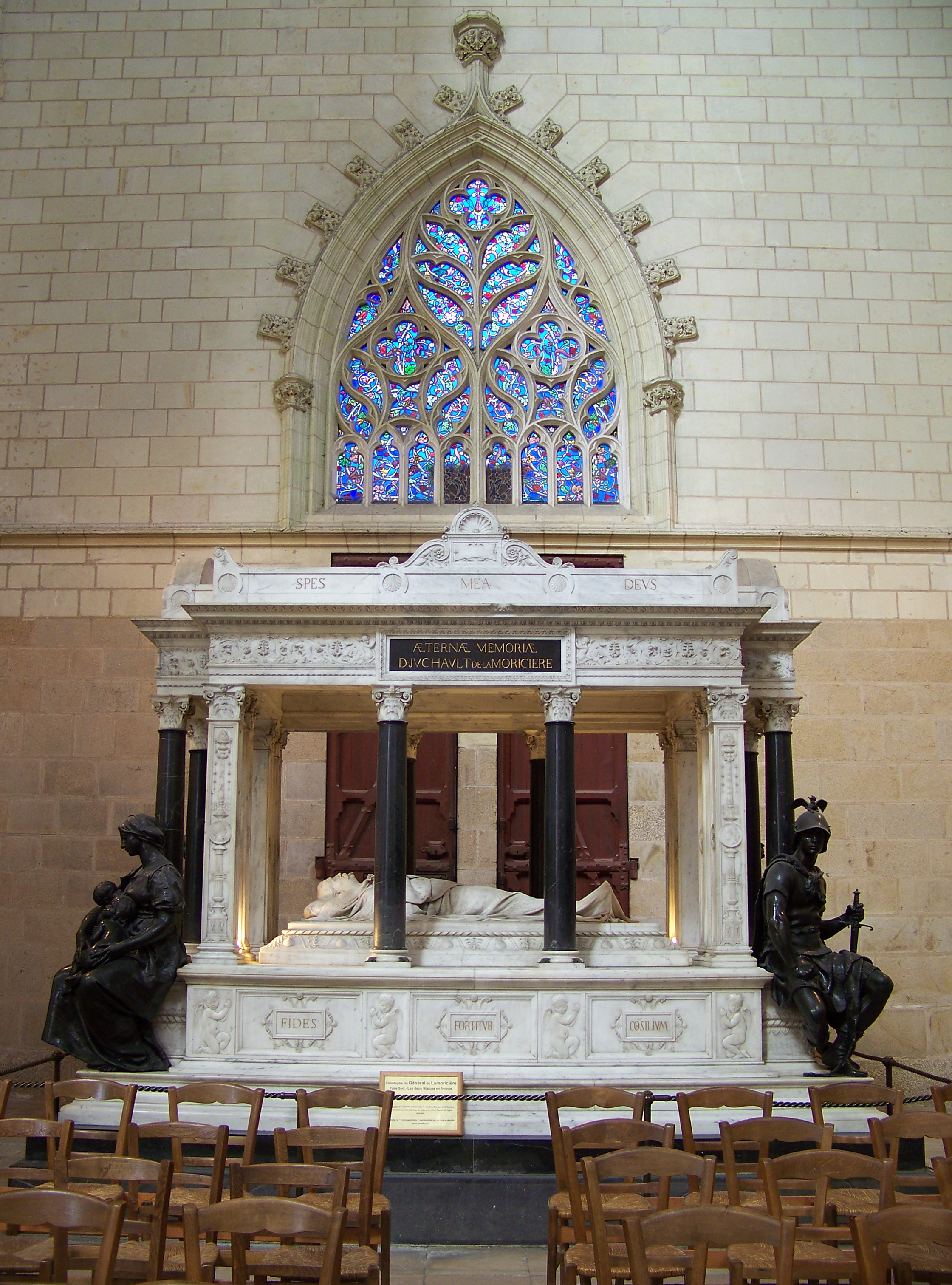
Cénotaphe du général de Lamoricière dans la cathédrale de Nantes.

La mémoire du général Lamoricière a été honorée :
- par la France :
  - le camélia « Général Lamoricière », strié de rose, obtenu en 1909,
  - le Lamoricière, paquebot transméditerranéen, lancé en 1920.
- à Paris :
  - une statue le représentant sur la façade nord du Louvre,
  - l'avenue Lamoricière.
- dans l'Ouest de la France :
  - la rue Lamoricière à Nantes,
  - un cénotaphe qui lui est consacré dans la cathédrale Saint-Pierre-et-Saint-Paul de Nantes,
  - une statue dans la commune de Saint-Philbert-de-Grand-Lieu (Loire-Atlantique), berceau de sa famille, statue originellement en Algérie, transférée après l'indépendance,
  - dans l'église de Saint-Philbert (de Claudius Lavergne), une rosace représentant le général à genoux offrant son épée au pape Pie IX,
  - dans l'église du Louroux-Béconnais (Maine-et-Loire), un vitrail le représentant.
- dans l'Algérie coloniale :
  - le lycée Lamoricière à Oran, rebaptisé depuis « lycée Pasteur »,
  - la ville de Lamoricière, département d'Oran, renommée Ouled Mimoun après l'indépendance de l'Algérie en 1962,
  - la place Lamoricière, à Constantine, département de Constantine, renommée « place des Martyrs » après l'indépendance,
  - le monument « La Moricière (1805-1865) » situé sur la place Lamoricière de Constantine ; après l'indépendance, l'œuvre du sculpteur Jean-Baptiste Belloc a été acheminée et installée en 1969 à Saint-Philbert-de-Grand-Lieu (Loire-Atlantique), avenue du Général Lamoricière au pied de l'église.
  - un autre monument avec la statue de Lamoricière a également été inauguré le 21 juin 1914 à Koléa (département d'Alger).
- en Belgique :
  - une peinture du général, par Louis Gallait, datée de 1868, dans les musées royaux des Beaux-Arts de Belgique.
- au Maroc 
  - une rue dans le centre-ville de Casablanca, quartier Mers Sultan, a porté son nom avant d'être rebaptisée rue Tarablous vers la fin des années 1980. Cette rue est parallèle à la rue Bugeaud.

## Œuvres et discours du général de Lamoricière

### L'Algérie (1846-1848)
- Profession de foi du lieutenant général Lamoricière aux électeurs de l'arrondissement de Château-Gontier, commençant par ces mots : Angers, 14 juillet 1846. MM., informé par vous..., Angers, impr. de Cornilleau et Maige, 14 juillet 1846, 16 p.
- Rapport officiel adressé par M. le lieutenant-général de Lamoricière à M. le ministre de la Guerre, sur le massacre des prisonniers français en Afrique, par l'ordre d'Abd-el-Kader [mai 1846]. Récit touchant fait par un de ces malheureux échappé à cette épouvantable exécution..., Paris, Glémarec
- Projets de colonisation pour les provinces d'Oran et de Constantine... présentés par MM. les lieutenants généraux de La Moricière et Bedeau. [Avec le Mémoire sur l'état de la propriété territoriale dans les tribus, par le lieutenant-colonel L. de Martimprey ; le Mémoire sur la manière dont il convient de partager entre les concessionnaires les terres dont l'État a acquis la libre disposition, par le chef d'escadron A. d'Illiers et les Études historiques du capitaine Azéma de Montgravier, Paris, impr. royale, 1847, 235 p.
- Assemblée nationale. Projet de décret portant demande d'un crédit de 50.000.000 de fr. pour l'établissement de colonies agricoles en Algérie, précédé de l'exposé des motifs, présenté par le citoyen de La Moricière,... Séance du 11 septembre 1848, 11 septembre 1848, 12 p.
- Assemblée nationale. Projet de décret portant demande d'un crédit supplémentaire pour le paiement des expropriations consommées en Algérie jusqu'au 1er janvier 1845, précédé de l'exposé des motifs, présenté par le citoyen de La Moricière,... Séance du 11 septembre 1848, Paris, impr. de l’Assemblée nationale, 1849, 9 p.
- Assemblée nationale. Projet de décret relatif à l'ouverture d'un crédit de 18,200,000 fr., applicable aux approvisionnements des services des subsistances militaires, tant en France qu'en Algérie, par anticipation sur les fonds qui seront alloués par le budget de 1849, précédé de l'exposé des motifs, présenté par le citoyen de Lamoricière,... Séance du 2 octobre 1848, Paris, impr. de l’Assemblée nationale, 1849, 5 p.
- Assemblée nationale. Projet de décret concernant l'admission du général Jusuf dans le cadre de l'état-major général de l'armée française, précédé de l'exposé des motifs, présenté par le citoyen de La Moricière,... Séance du 2 octobre 1848..., Paris, impr. de l’Assemblée nationale, 1849, 6 p.
- Assemblée nationale. Projet de décret, portant demande d'un crédit extraordinaire de 850,000 fr. au titre du chapitre 25 de l'exercice 1848, pour les fortifications de l'Algérie, précédé de l'exposé des motifs, présenté par le citoyen de Lamoricière,... Séance du 2 octobre 1848..., Paris, impr. de l’Assemblée nationale, 1849, 5 p.

### La Seconde République (1848-1850)
- Rapport officiel du ministre secrétaire d'État de la Guerre de Lamoricière au président du conseil des ministres, chargé du pouvoir exécutif, sur la belle conduite de la garde mobile pendant les journées de juin... [18 juillet 1848.], Paris, Vente, 18 juillet 1848
- Projet de décret tendant à exercer des retenues sur le traitement civil des anciens militaires retraités, présenté par le citoyen de Lamoricière,... Séance du 17 juillet 1848, Paris, impr. de l’Assemblée nationale, 1849, 3 p.
- Assemblée nationale. Projet de loi sur la transportation des insurgés de juin en Algérie, précédé de l'exposé des motifs, présenté par le citoyen de Lamoricière,... Séance du 25 octobre 1848, Paris, impr. de l’Assemblée nationale, 1849, 11 p.
- Assemblée nationale. Projet de loi relatif à l'appel d'un contingent de 80.000 hommes sur la classe de 1848, précédé de l'exposé des motifs, présenté par le citoyen de La Moricière,... Séance du 8 novembre 1848, Paris, impr. de l’Assemblée nationale, 1849, 16 p.
- Assemblée nationale législative, session de 1850. Discours de M. le général de La Moricière,... dans la discussion du projet de loi ayant pour objet de modifier la loi électorale du 15 mars 1849. Séance du 28 mai 1850, Paris, impr. de Panckoucke, 1850, 15 p.
- Assemblée nationale. Rapport fait au nom de la Commission chargée de présenter les lois sur l'organisation de la force publique (garde nationale et armée) (Décret du 11 décembre 1848, art. 1er, paragraphe 7), par le général de La Moricière,... Séance du 5 avril 1849, Paris, impr. de l’Assemblée nationale, 1849, 127 p.
- Discours du général de Lamoricière dans la discussion du projet de loi sur la presse [16 juillet 1850], Paris, bureau ? de l’Evènement ?, 4 p.
- Ministère de l'Agriculture et du commerce. Conseil supérieur des haras. Rapport sur les travaux de la session de 1850, fait par M. le général de la Moricière, Paris, impr. nationale, 1850, 307 p.

### Relations avec la papauté (1860)
- Rapport du général de La Moricière à monseigneur de Mérode, ministre des armées de sa sainteté Pie IX, sur les opérations de l'armée pontificale, contre l'invasion piémontaise dans les Marches et l'Ombrie accompagné de trois cartes..., Paris, C. Douniol, 1860, 59 p.
- Rapporto di S. E. il generale de Lamoricière a S. E. il ministro delle armi, intorno alle fazioni guerresche combattute dall'esercito pontificio nel settembre del 1860, Rome ?, 1860, 40 p.

### Travaux récents
: document utilisé comme source pour la rédaction de cet article.
Sur le général de Lamoricière
- Section d'Histoire moderne et contemporaine, Actes du soixante dix huitième congrès national des Sociétés savantes, 1953, Toulouse, impr. nationale, 1954
- Bibliothèque de l'Université catholique de l'ouest, L'exposition " La Moricière " organisée à l'occasion de la rentrée solennelle de l'année universitaire 1987-1988, 21-30 novembre 1987, Presse de l’U.C.O., 1988, 16 p.
- Claude Mouton, Lamoricière : de l'Algérie française aux zouaves pontificaux : vendéen, africain, romain, un grand soldat de la chrétienté, Monsûrs, Résiac, 1990, 32 p.
- Antoinette Le Normand-Romain, « Le monument du général de Lamoricière à Nantes », dans Recherche et créations, XVIII, 3e trimestre 1998, p. 75–89

Ouvrages généraux
- Benoît Yvert, Dictionnaire des ministres (1789-1989), Paris, Perrin, 1990, 273 p.
- Charles-André Julien, Histoire de l'Algérie contemporaine : La conquête et les débuts de la colonisation (1827-1871), vol. 1, PUF, 1964 (ASIN B004JJ6VKQ), p. 316-318, 325-326, 364-373 et index p. 604 en particulier.
- Mustapha Bougouba, Du capitaine Lamoricière à la république bananière, Paris, Publibook.com, 2008, 177 p.
- J. Guénel, La dernière guerre du pape Les zouaves pontificaux au secours du Saint-Siège (1860-1870), Rennes, Presses universitaires, 1998

### Témoignages
- A J. de Lamoricière, général en chef de l'armée de la S. Église : restaurateur de l'antique bravoure chevaleresque dans les temps modernes, les rédacteurs de la Civiltà cattolica offrent en témoignage d'admiration cette exhortation d'un saint français à un héros français : traduite dans les quatre langues que parlent ses preux, Rome, 1860 ?, 32 p.
- Mgr l'Évêque de Poitiers, Louis-François-Désiré-Édouard Pie, Allocution, à la suite du service funèbre célébré dans la cathédrale de Poitiers à l'intention du général de La Moricière, Poitiers, H. Oudin, 1865, 31 p.
- Eugène Maillard de La Gournerie, Notes biographiques sur le général de La Moricière, extrait de la Revue de Bretagne et de Vendée, impr. V. Forest et Ém. Grimaud, 1865, 40 p.
- Notice sur la mort et les funérailles du général de La Moricière, Nantes, Libraros, impr. M. Bourgeois, 1865, 12 p.(la même notice que la précédente mais augmentée)
- Projet de souscription pour élever un monument au général de La Moricière, Paris, 20 novembre 1865, impr. Léautey, 1865, 2 p.
- Mgr l'Évêque d'Orléans Félix-Antoine-Philippe Dupanloup, Oraison funèbre du général de La Moricière, prononcée dans la cathédrale de Nantes, le mardi 17 octobre 1865, Paris, Ch. Douniol ; Orléans, A. Blanchard, impr. G. Jacob, 1865, 55 p.
- Mgr l'évêque de Nantes Ant.-Matth.-Alex. Jaquemet, Lettre de  au clergé de son diocèse pour annoncer le service funèbre du général de La Moricière, Nantes, le 13 octobre 1865, impr. veuve C. Mellinet, 1865, 3 p.
- Charles Freppel, Discours prononcé à l'inauguration du monument érigé en l'honneur du général de La Moricière dans la cathédrale de Nantes le 29 octobre 1879 par Monseigneur l'évêque d'Angers, Angers, Germain et G. Grassin, 1879, 31 p.
- Campagnes d'Afrique, 1835-1848. Lettres adressées au maréchal de Castellane par les maréchaux Bugeaud, Clauzel, Valée, Canrobert, Forey, Bosquet et les généraux Changarnier, de Lamoricière, Le Flo, de Négrier, de Wimpffen, Cler, Paris, 1898

### Ouvrages anciens
- Pierre Alexandre, Biographie du général de Lamoricière, notice exacte, Paris, A. Pierre, 1848
- Hippolyte Castille, Le général de Lamoricière, Paris, F. Sartorius, 1858, 60 p.
- Marie Camille Alfred, vicomte de Meaux, Le général de La Moricière, Paris, C. Douniol, 1860, 16 p.
- Domenico Venturini, Notizie biografiche del generale De La Moriciére, [raccolte e scritte da Domenico Venturini], Rome, Tip. Del Vero amico del popolo, 1860
- Eugène Huzar, Lamoricière et la contre-révolution, Paris, E. Dentu, 1860, 16 p.
- Hugo Hoppe, Der Kampf des général de La Moricière, etc. (Les Combats du général de La Moricière pour soutenir le pouvoir temporel du pape), Berlin : L. von Warnsdorff, 1862, 128 p.
- Paul Fraissynaud, Le général de Lamoricière et l'armée pontificale, Paris, E. Dentu, 1863
- Charles Forbes, comte de Montalembert, Le général de La Moricière, Paris, C. Douniol, 1865, 31 p.
- Jean Mary, Le général de La Moricière, Abbeville, P. Paillart; Orléans, A. Blanchard, impr. G. Jacob, 1865, 55 p.
- Etienne Pougeois, Le général de la Moricière, vie militaire, politique et privée, Paris, P. Lethielleux, 1866
- Vincent Audren de Kerdrel, La Moricière, stances, impr. V. Forest et Em. Grimaud, 1867, 8 p.
- Bernard Jean-Baptiste Almire, Congrès de Liège. Le général Lamoricière, Le Mans, impr. de Beauvais, 1869, 7 p.
- Henri de Riancey, Célébrités catholiques. Le général de Lamoricière, Paris, Victor Palmé, 1870, 16 p.
- Emile Keller, Le général de La Moricière, 2 volumes in 8°, Paris, Librairie militaire de J. Dumaine, Librairie Poussielgue frères, 1874, 514 & 372
- Narcisse Faucon, Le livre d'Or de l'Algérie, Challamel et Cie Éditeurs Librairie Algérienne et Coloniale, 1889.
- Comte Berthaud, Vie illustrée du général de La Moricière, Abbeville, C. Paillart, 1893, 16 p.
- Auguste Pierre Laveille, Un soldat chrétien. La Moricière, Société de Saint-Augustin, Desclée, de Brouwer et Cie, 1895
- Eugène Flornoy, La Moricière. Préface du comte Albert de Mun, 2e éd., Paris, Librairie des Saints-Pères, 1903

Sur la famille Juchault de Lamoricière
- Théodore Courtaux, Histoire généalogique de la famille Juchault de La Moricière et des Jamonières, de ses alliances et des seigneuries qu'elle a possédées, Bretagne, Paris, cabinet de l'Historiographe, 1896, 128 p., p. 34-35[18].

## Filmographie
- 2001 : François Luciani, L'Algérie des chimères, rôle du colonel Lamoricière interprété par François-Régis Marchasson